# Alas Malang (Singojuruh)
Alas Malang is een bestuurslaag in het regentschap Banyuwangi van de provincie Oost-Java, Indonesië. Alas Malang telt 4299 inwoners (volkstelling 2010).